# Killah Priest
Killah Priest (ur. 17 sierpnia 1970 roku w Nowym Jorku jako Walter Reed) – amerykański emcee, przyjaciel grupy Wu-Tang Clan, znany z metafor i porównań religijnych. Członek zespołu The HRSMN.

## Dyskografia

### Solowe
- Heavy Mental (1998)
- View from Masada (2000)
- Priesthood (2001)
- Black August (2003)
- Black August Revisited (2003)
- The Offering (2007)
- Behind the Stained Glass (2008)
- The Exorcist (2009)
- Elizabeth (2009)
- The 3 Day Theory (2010)
- The Psychic World of Walter Reed (2013)
- Planet of the Gods (2015)

### Grupowe
jako Sunz of Man
- The Last Shall Be First (1998)
- The First Testament (1999)

jako The HRSMN
- The Horsemen Project (2003)

jako Black Market Militia
- Black Market Militia (2005)

jako Almighty
- Original S.I.N. (2008)

z Chief'em Kamachi
- Beautiful Minds (2009)